# Fallwild

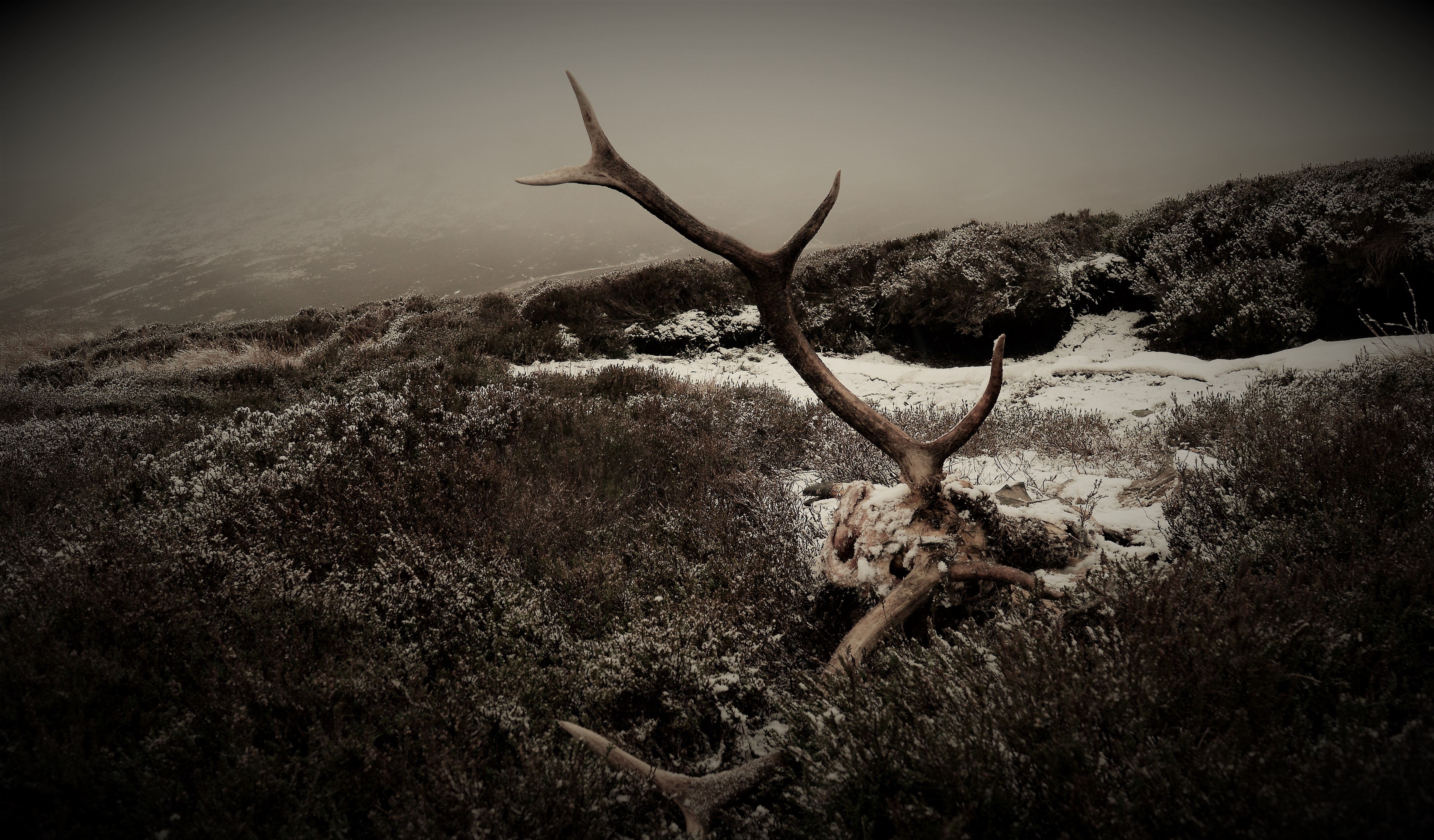
Rothirsch-Kadaver in Schottland

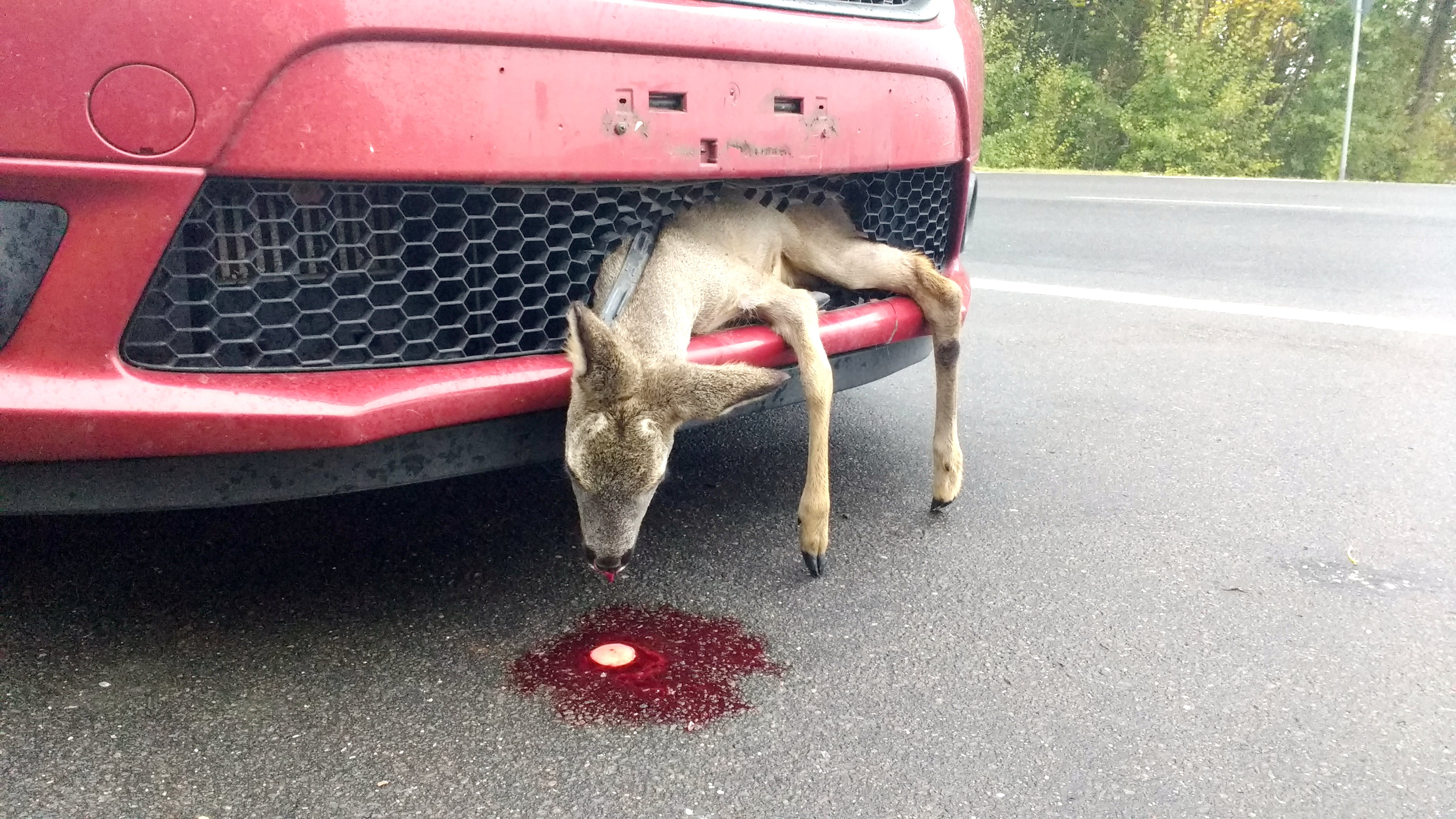
Wildunfall mit Reh

Als Fallwild wird Wild bezeichnet, das ohne Gewalteinwirkung eines Jägers (Erlegen) zu Tode kommt, beispielsweise durch Krankheit, Hunger oder Kälte. Die Zuordnung von bei Wildunfällen getötetem Wild ist nicht vollkommen einheitlich, im Allgemeinen wird es jedoch dem Fallwild zugerechnet, wenn nicht ausdrücklich anders erwähnt.
Bei Fallwild können äußerlich wie innerlich Anzeichen einer Gewalteinwirkung fehlen. Da das sogenannte „Ansprechen“ (die präzise Beobachtung, Beurteilung und Identifizierung von Wild vor der Schussabgabe) nicht möglich ist, können aus dem Verhalten des Tieres keine Rückschlüsse auf mögliche Krankheiten gezogen werden.
In Deutschland gilt Fallwild als nicht zum Verzehr geeignet. Das Inverkehrbringen von nicht erlegtem Wild ist eine Straftat. Bei Wildunfällen verletztes Wild, das mit einem Fangschuss erlegt wurde, muss vor dem Verzehr der amtlichen Fleischuntersuchung zugeführt, also einem Amtstierarzt vorgelegt werden, da es sich bei Fallwild um ein gesundheitlich bedenkliches Merkmal handelt.